# Chi te l'ha detto?/Grande figlio di puttana
Chi te l'ha detto?/Grande figlio di puttana è il primo 45 giri del gruppo pop rock italiano Stadio, pubblicato dalla RCA Italiana (catalogo PB 6556) nel 1981, che anticipa l'album d'esordio Stadio (1982).

## Descrizione
Entrambi i brani fanno parte della colonna sonora del film Borotalco (1982) di Carlo Verdone e sono stati inseriti nella raccolta Il canto delle pellicole (1996) nella versione dal vivo estratta dall'album Stadiomobile Live (1993).

## Grande figlio di puttana
Il titolo del brano è un riferimento di Lucio Dalla, coautore del testo, a Ricky Portera, chitarrista del gruppo. Il brano è ripreso nell'album live DallAmeriCaruso (1986) dello stesso Dalla, dove viene interpretato da Curreri. Una versione rap con J-Ax, intitolata Un altro grande figlio di puttana, è presente nella raccolta Storie e geografie (2003) e verrà incluso anche nell'album live Canzoni per parrucchiere Live Tour (2006), sempre con la partecipazione di J-Ax.

## Tracce
Gli autori del testo precedono i compositori della musica da cui sono separati con un trattino.
Lato A
Edizioni musicali RCA Italiana, Assist.
1. Chi te l'ha detto? (testo: Lucio Dalla, Gianfranco Baldazzi – musica: Gaetano Curreri)

Lato B
Edizioni musicali RCA Italiana, IT Dischi Italia.
1. Grande figlio di puttana (testo: Lucio Dalla, Gianfranco Baldazzi – musica: Giovanni Pezzoli, Gaetano Curreri)

## Formazione
- Gaetano Curreri - voce, tastiere
- Fabio Liberatori - tastiere
- Ricky Portera - chitarre (assolo in B), voce
- Marco Nanni - basso, voce
- Giovanni Pezzoli - batteria